# Farnay
Farnay là một commune trong tỉnh Loire miền trung nước Pháp.